# استفان ویکسترا
استفان ویکسترا (به انگلیسی: Stephen Wykstra)، فیلسوف معاصر آمریکایی. وی تحصیلات خود را در زمینه شیمی آغاز نمود؛ اما پس از مدتی این رشته را رها نمود و به فیزیک و فلسفه روی آورد. در نهایت در سال ۱۹۷۸ در رشته تاریخ و فلسفه علم موفق به اخذ درجه دکتری شد. او در حال حاضر بازنشسته دانشگاه کالوین است.

## زمینه‌های پژوهشی
بیشتر مطالعات و تحقیقات وی در زمینه تاریخ و فلسفه علم، فلسفه دین و معرفت‌شناسی با تمرکز بر مسئله شر است. ایده جدید وی نسخه‌ای خاص از خداباوری شکاکانه است. وی در این ایده نسخه‌ای از خداباوری ارائه می‌دهد که در برابر مسئله شر پاسخگو باشد.

## آثار
برخی آثار ویکسترا عبارت است از:
- J. Wykstra, Stephen, “Facing MECCA: Ultimism, Religious Skepticism, and Schellenberg’s “Meta-Evidential Condition Constraining Assent. ” PHILO 14.1 (Spring/Summer, 2011).
- J. Wykstra, Stephen, “The End of Skeptical Theism: Reply to Michael Bergman” in Michel Rae and Kelly James Clark (eds.) Reason, Metaphysics, and Mind: New Essays on the Philosophy of Alvin Plantinga. Oxford University Press.
- J. Wykstra, Stephen, “Suffering, Evidence, and Analogy: Noseeum Arguments Versus Skeptical Gambits,” in Philosophy Through Science Fiction, ed. Ryan Nichols, Fred Miller and Nicholas Smith (New York and London: Routledge), in press (ژوئن ۲۰۰۸).
- J. Wykstra, Stephen, “CORNEA, Carnap, and Current Closure Befuddlement,” Faith and Philosophy 24.1
- J. Wykstra, Stephen, “Not Done in a Corner: How to be a Sensible Evidentialist about Jesus” [critique of Plantinga’s Warranted Christian Belief, with reply by Plantinga], in Philosophical Books, vol 43 (Oxford: Blackwell), pp. 92-116.